# Injection de coulis de liant dans les maçonneries
L’injection de coulis de liant dans les maçonneries consiste à injecter un coulis de liant à l’intérieur des murs pour combler les vides créés par des fissures, ou la décomposition des mortiers, et rendre à ces murs leur résistance. 

## Les causes des dégradations et les moyens de réparation
Il faut insister sur le caractère lent de toutes les dégradations qui n’ont pas une origine mécanique et sur l’aspect de décohésion qu’elles entraînent. Suivant le degré d’altération des maçonneries, la ou les parties atteintes, la pierre ou le liant, les surfaces et volumes correspondants, la solution classique pour restituer à l’édifice une stabilité suffisante est une reconstruction partielle ou totale. 
Cette reconstruction, solution onéreuse, ne se justifie que si la décohésion des pierres de parement est suffisamment grande pour nécessiter leur remplacement, ou bien si les déformations de l’ouvrage rendent indispensable la rectification des volumes maçonnés. Dans le cas contraire, et si les maçonneries ne sont pas effondrées, l’injection constitue l’un des remèdes préférentiels. En effet, son rôle consiste à redonner le monolithisme à la structure en y rétablissant la « continuité » de la phase liante. Les interventions permettant de combattre la pulvérisation des mortiers sont longues et délicates. Elles consistent à injecter un coulis de liant à l’intérieur des murs pour combler les vides créés par la décomposition des mortiers et rendre de nouveau porteurs ces murs. 
Les maçonneries sont lavées à l’eau à moyenne pression avant un rejointoiement éventuel si nécessaire entre les moellons. La base du mur à injecter doit être étanche pour éviter que le coulis ne s’infiltre dans le sol. Il est encore une autre précaution préalable qui doit être impérativement respectée. À défaut d’avoir été prise en compte, on a assisté à des catastrophes, à des destructions irrémédiables ; on a abouti au contraire du but recherché par le restaurateur. Avant toute opération d’injection, il est indispensable que les maçonneries soient entièrement étayées, et parfois même coffrées. Ces préalables respectés, il faut savoir que l’injection est parfois le seul moyen de sauver un mur, mais que ce moyen n’est pas sans risque. Ces interventions, menées avec soin, doivent être encouragées par rapport à la technique du remplissage gravitaire qui ne présente pas autant de garantie de remplissage.

## L’injection de mortier de liant
Au symposium de Bologne en 1981 « The conservation of Stone II », le Laboratoire d’étude des matériaux (LEM), posait en ces termes la question que se posent les restaurateurs : Devant un mur lézardé dont les joints sont creux, les parements gonflés et dont certains éléments tombent ou se laissent enlever à la main, quel sera le parti vers lequel se tournera le restaurateur ? 1. la reconstruction ; 2. le remaillage avec reconstruction partielle ; 3. le remaillage limité avec consolidation ; 4. le remplacement des pierres brisées et la mise en place de coulis au cours du travail.
Les trois premières solutions qui étaient fréquemment utilisées jusqu'à la guerre de 1914 sont abandonnées aujourd'hui, sauf exception, sur les chantiers normalement conduits. Aujourd'hui, en général, on procède au remplacement des seules pierres disparues, le recollage de celles fissurées et la consolidation in situ du mur, à condition qu'il ne soit pas trop déversé et devenu instable. Les entreprises qualifiées font remailler les maçonneries en montant ; le mur est garni de bas en haut par des coulis au seau avant pose des blocs de parement par fichage et coulis. En cas de démontage, on constate après le travail une pénétration satisfaisante, les vides sont garnis, mais dans une faible zone périphérique seulement.
Le plus souvent on utilise la chaux au lieu du ciment pour favoriser la perméabilité du mur et éviter en théorie les dégâts dus à un mauvais cheminement de l'humidité à travers le mur et permettre son évaporation. Par ailleurs, il est souhaitable, par mesure d'économie, de limiter les reprises de pierre. Les blocs de parement écrasés sont seuls refaits, ceux fissurés sont recollés in situ, mais les coulis restent toujours difficiles à bien réaliser avec pour conséquence : 
- Liaison précaire des blocages aux parements ou de l'appareil au blocage,
- Impossibilité de couler avec une garantie de pénétration suffisante une barbotine de ciment ou de chaux dosés à l / l en poids dans un mur fissuré. Des bouchons se forment et le débourrage est un palliatif insuffisant. Le bouchon axial étant franchi, il se forme d'autres bouchons latéraux dans les diverticules invisibles et indébouchables. Autre cause d'échec dans les maçonneries de craie très fissurées, l'eau mélangée à la poussière qui recouvre les matériaux semble former un film étanche en surface et le coulis desséché n'adhère plus[1].

Le blocage désagrégé des murs médiévaux doit être remplacé par des injections de coulis de mortier (Le rejointoiement des murs, lorsque le mortier est trop désagrégé, doit s’effectuer par injection ou du moins sous pression. Des précautions préalables aux injections doivent être impérativement respectées. Les mortiers doivent être adaptés aux pierres à ressouder et on doit veiller particulièrement à leur taux d’acidité (une solution simple est de reconstituer des mortiers « à l’ancienne », en utilisant de la chaux macérée, mais pour le cas précis des injections, il est préférable de mettre au point un matériau moderne plus maniable qui possède les mêmes caractéristiques en matière de dureté, étanchéité et porométrie) ;
L’injection s’effectue de bas en haut à travers des forages effectués dans les joints d’appareils au droit des pierres d’un lit, tous les deux lits. Le diamètre des forages (et donc celui des manchettes d’injection) doit être adapté à la largeur des joints pour ne pas écorner les pierres d’appareil. La profondeur de forage est limitée à un mètre, longueur de la mèche. La pression doit être adaptée à l’état de la maçonnerie. Sur chaque trou branché, il est procédé à une injection jusqu’à un arrêt provoqué soit par le refus à un bar soit par déclenchement électro-pressiométrique arrêtant le fonctionnement de la pompe. S’il y a une résurgence que l’on ne peut colmater entre joints, il faut reprendre l’injection après reforage. Le colmatage des résurgences est fait à l’argile aussi bien dans les joints que dans les trous injectés après dépose des manchettes.